# Pinta
Pinta — легковесный кроссплатформенный растровый графический редактор с открытым исходным кодом, вдохновлённый редактором Paint.NET. Последний работает только под Windows, а попытка прямого переноса этой программы в среду Linux/Mono, предпринятая Мигелем де Икаса, оказалась не слишком успешной.
Pinta же может использоваться в большинстве настольных операционных систем — Windows, macOS, Linux, а также ОС класса *BSD.
Редактор Pinta написан на C# и использует GTK+, Cairo и часть кода из Paint.NET (графические эффекты). Это одна из попыток создания упрощённой альтернативы редактору GIMP для рабочего стола GNOME. Его создал в феврале 2010 Джонатан Побст (Jonathan Pobst) из Novell.
После выпуска версии 1.0, в апреле 2011 года, автор, по его словам, потерял интерес к проекту. Это выяснилось в начале сентября, и к 22 сентября 2011 года была собрана команда разработчиков-энтузиастов, которая через три недели выпустила очередную версию Pinta.

## Возможности
Pinta является редактором с большим количеством функций, характерных для программного обеспечения такого класса, включая инструменты для рисования, фильтры и эффекты, инструменты для управления параметрами цвета (контрастность, яркость, преобразование в чёрно-белое изображение и т. п.).
Разработчики Pinta сделали акцент на удобство, что отражается в следующих особенностях программы:
- простое меню инструментов и возможностей;
- безлимитная история действий (с возможностью отмены любого);
- многоязычный интерфейс (55 языков);
- гибкая компоновка панели инструментов, в том числе с плавающими окнами и стыковкой по краю изображения.

Базовые инструменты включают: кисть и карандаш, заливка цветом и градиент, ластик, инструменты выделения (прямоугольное, эллиптическое, лассо, волшебная палочка, пипетка) инструменты для перемещения и копирования, текст, линейка и кривые, инструменты для рисования геометрических фигур, а также лупа для масштабирования.
Стандартная палитра цветов предоставляет доступ сразу к 48 цветам, с возможностью выбора любого другого.
При этом из меню программы также доступны: кадрирование, изменение размера изображения и холста, отражение и поворот.
В отличие от некоторых простых графических редакторов (таких, например, как MS Paint или XPaint), Pinta также имеет поддержку слоев изображения. Важной особенностью является возможность использования прозрачности (прозрачного цвета) и альфа-каналов.
Среди фильтров и эффектов, доступных в Pinta по умолчанию, можно отметить: расфокусировку, размытие (в том числе по Гауссу), пикселизацию, эффекты карандашного наброска или наброска чернилами, удаление эффекта красных глаз на фотографиях и многое другое.

### Поддерживаемые форматы
Редактор Pinta позволяет открывать и сохранять изображения в следующих форматах:
- OpenRaster (ORA)
- BitMap Picture (BMP)
- Portable Network Graphics (PNG)
- JPEG (JPG)
- Truevision TGA (TGA)
- Tagged Image File Format (TIFF)
- Файл иконки (ICO)

Изображения в формате GIF, Pinta может только открывать (импортировать), при этом для анимированных GIF открывается только первый кадр. Сохранение в GIF не поддерживается.

## Работа с дополнительными модулями
Для расширения возможностей редактора Pinta можно использовать дополнения, которые устанавливаются посредством менеджера, либо с локального жёсткого диска ПК, либо из выбранного репозитория в сети Интернет.
В частности, в репозитории Pinta на сайте GitHub есть следующие интересные дополнения:
- Конвертер изображения в ASCII-графику
- Эффект ночного зрения

Для добавления репозитория дополнений Pinta, необходимо открыть менеджер дополнений, в меню «Надстройки». Далее перейти на вкладку «Галерея», где в выпадающем меню «Репозитории» выбрать пункт меню «Управление репозиторями…». В появившемся окне, добавить новый репозиторий. Например, репозиторий дополнений Pinta на GitHub имеет следующий адрес со следующим URL:
```
https://pintaproject.github.io/Pinta-Community-Addins/repository/All/
 
Архивная копия
 от 9 октября 2017 на 
Wayback Machine
```

После этого, при наличии доступа в Интернет, менеджер дополнений, можно обновлять список дополнений в репозитории и устанавливать их оттуда.
Стандартные инструменты рисования и эффекты с фильтрами также представлены в менеджере в виде дополнений, которые можно отключить. Таким образом из Pinta можно сделать простой просмотрщик изображений с возможностью простой корректировки (кадрирование, поворот и т. п.).

## История версий
Бета-версии Pinta выходили примерно раз в два месяца.
| Версия | Дата релиза      | Значимые изменения |
| ------ | ---------------- | --- |
| 0.1    | 7 февраля 2010   | Первоначальный релиз |
| 0.2    | 15 марта 2010    | Улучшена работа со слоями и историей; инструменты лупа, заливка, замена цвета, линия и панорама; изменения в live preview для слоёв; поддержка многопоточности для эффектов |
| 0.3    | 3 мая 2010       | Live preview для эффектов; лупа попиксельной точности; инструменты градиент, волшебная палочка и текст; 26 новых эффектов портированы из Paint.NET |
| 0.4    | 6 июля 2010      | Поддержка интернационализации; docking windows; поддержка OpenRaster; сохранение в форматы BMP, ICO и TIFF в придачу к JPEG и PNG |
| 0.5    | 2 ноября 2010    | Поддержка нескольких изображений; TGA формат; дополнительные языки; исправление ошибок |
| 0.6    | 11 января 2011   | Исправление ошибок |
| 0.7    | 2 марта 2011     | Исправление ошибок |
| 0.8    | 31 марта 2011    | Исправление ошибок |
| 1.0    | 28 апреля 2011   | Первая стабильная версия |
| 1.1    | 13 ноября 2011   | Исправление ошибок (первая версия новой команды разработчиков) |
| 1.2    | 22 апреля 2012   | Отдельные слои теперь можно поворачивать произвольно; инструменты имеют собственные курсоры мыши; улучшен инструмент градиента; автоматический обрез изображений; добавлен предварительный просмотр изображения; исправление ошибок |
| 1.3    | 30 апреля 2012   | Исправление ошибок |
| 1.4    | 27 сентября 2012 | Добавлены режимы наложения; улучшено использование памяти во многих частях программы; поддержка копирования и вставки в текстовом редакторе и улучшена поддержка специальных символов и альтернативных способов ввода; улучшенная производительность рендеринга; на холст добавлены тени; улучшенная поддержка расширений |
| 1.5    | 24 мая 2014      | Поддержка дополнений, через которые можно подключать новые эффекты, кисти, инструменты и форматы изображений. Для установки и выбора дополнений представлен интерфейс Add-in Manager. |
| 1.6    | 1 марта 2015     | Фигуры сделаны векторными объектами, появилась возможность их редактирования; для инструментов выделения добавлены режимы объединения и другие с предыдущим выделением; открыт репозиторий дополнений, написанные сторонними разработчиками. |
| 1.7    | 4 августа 2020   | После 5 летнего перерыва сообществом разработчиков выпущена новая версия с новыми функциями и исправлением более 50 ошибок. Среди нововведений: вкладки (табы) для разных изображений и переключения между ними, улучшенный инструмент масштабирования, ластик со сглаживающими краями (плавное стирание), возможность вставлять изображения из URL. |
| 2.0    | 31 декабря 2021  | Переход на GTK 3 и .NET 6 (для Windows). Инсталлятор теперь включает все необходимые библиотеки (не требуется отдельная установка .NET / Mono и GTK). Множество изменений произведено во внешнем виде стандартных виджетов и диалогов GTK (например, палитра цветов и диалоги файлов). Поддержка тем оформления GTK3. Улучшена поддержка дисплеев с высоким разрешением. Также, через 2 недели (13 января 2022), было выпущена версия 2.0.2 со срочными исправлениями ошибок |
| 2.1    | 3 января 2023    | Переход на .NET 7 (.NET 6 также поддерживается). Стандартный вариант для GTK работы с диалоговыми окнами. Иконки кнопок интерфейса заменены на SVG-изображения, что решают задачу использования их для тёмных тем оформления, а также для экранов с высоким разрешением. Добавлен “Режим прозрачности” в инструмент "Градиент". Добавлена поддержка загрузки файлов из виртуальных файловых систем (в т.ч. таких как подключенный облачный диск Google Drive). Улучшенная поддержка для файлов типа .ora. Развитие поддержки работы с файлами типа WebP. . В феврале 2023 года было выпущена коррекционная версия 2.1.1 |